# Teorie uznania administracyjnego
Teorie uznania administracyjnego – wypracowane w doktrynie prawa administracyjnego sposoby uregulowania (zawężająco bądź rozszerzająco) działań organu administracyjnego w zakresie tzw. swobodnego uznania.

## Rys historyczny
Rozwój sposobów funkcjonowania administracji publicznej na przestrzeni dziejów zmierzał (w niektórych państwach zmierza nadal) do najpierw wypracowania, potem ugruntowania standardów demokratycznego państwa prawa. Niezwykle znamienna w tym kontekście jest ewolucja pojęcia swobodnego uznania (dziś –  uznania administracyjnego).
Początkowo pojęcie to oznaczało niczym nie kontrolowaną, pozaustawową działalność organów administracji publicznej (od poł. XIX w., do 1960-1970 r.). Pozaustawową w tym sensie, że nie istniała jeszcze żadna ustawa, regulująca daną kwestię. W efekcie ogromna część działań administracji publicznej funkcjonowała w  oparciu o reguły, które administracja sama dla siebie wyznaczała(interna administracyjne). Sądy administracyjne mogą sprawować kontrolę aktów wydawanych przez administrację publiczną jedynie w oparciu o kryterium legalności – czyli zgodności z ustawą. Jako że ustaw regulujących działalność administracji publicznej było stosunkowo niewiele, sfera swobodnego uznania była wyłączona spod kontroli zewnętrznej.
Na tym gruncie powstały pierwsze teorie uznania administracyjnego, próbujące nieco zawęzić działalność administracji w zakresie swobodnego uznania. Posługując się pojęciem interesu publicznego ich autorzy (Otto Bähr, Edmund Bernatzik) ustanowili pewne ramy, wewnętrzne granice dowolności swobodnego uznania (stąd nazwa – teorie wewnętrznych granic swobodnego uznania). Ów interes publiczny miał być ogólną normą, wynikającą z samej istoty administracji publicznej, nakazującą organowi wydanie takiej a takiej decyzji (aktu) z tym interesem zgodnej. Kryterium interesu publicznego było zatem pewnym ograniczeniem dowolności działań organów administracji publicznej.
Z czasem koncepcja swobodnego uznania uległa przewartościowaniu. Rozwój władzy ustawodawczej u kresu XIX w. i w początkach wieku XX spowodował, że materiał ustawowy rozrastał się z roku na rok, coraz dokładniej ustalając działalność administracji, w szczególności w relacji między administracją a podmiotem usytuowanym na zewnątrz. W związku z tym niemalże wszystkie działania administracji były uregulowane ustawą. Zostawiano organom niewielkie pole manewru, zastrzegając, że niektóre sprawy pozostaną w polu uznania administracyjnego. Te „enklawy uznania” z czasem oczywiście stawały się coraz mniejsze.
W takim to kontekście powstały kolejne, zupełnie odmienne od poprzednich, dwie teorie uznania administracyjnego autorstwa Rudolfa von Launa i Waltera Jellinka, które pomogły administracji rozszerzyć pojęcie uznania administracyjnego poza owe sztywne ramy, jakie wyznaczyła mu ustawa.
Teoria interesu publicznego Rudolfa von Launa głosiła, że tam, gdzie ustawa posługuje się pojęciem interesu publicznego, administracja może działać w ramach swobodnego uznania, gdyż sama może je poddawać interpretacji, według własnej woli, co wyraźnie poszerza zakres jej swobody. To samo więc, co wcześniej służyło do ograniczenia administracji, wykorzystane zostało tutaj do rozszerzenia zakresu jej działań.
Walter Jellinek, tworząc teorię pojęć nieostrych, poszedł jeszcze dalej. Uznał on, że pojęcia nieostre wprowadza ustawodawca właśnie po to, by umożliwić administracji pewną swobodę w działaniu (z racji wieloznaczności pojęć nieostrych i wielości ich interpretacji). Teorie te rozwijały się w latach dwudziestych, trzydziestych XX wieku, szczególnie intensywnie w krajach totalitarnych, co trzeba zaznaczyć – wbrew intencjom autorów. Spowodowało to proces cofania się sądownictwa administracyjnego, a to dlatego, że pole, w którym kontrola sądowa administracji była możliwa, stawało się sukcesywnie węższe.
W opozycji do myśli Jellinka i von Launa rozwijała się w tym czasie jeszcze jedna, najważniejsza bodaj teoria autorstwa Friedricha Teznera, która do dziś zachowała swoją doniosłość. Głosiła ona, że nie można pojęć nieostrych kwalifikować jako pojęć rozszerzających pole swobodnego uznania. Każde z nich posiada pewną treść obiektywną, wobec której organ nie może pozostać obojętny. Poza tym, istnieją one po to, by organ poddał je odpowiedniej wykładni. A wykładnia nie ma już nic wspólnego z działaniem pozaustawowym. Sąd administracyjny mógł na bazie takich założeń kontrolować wykładnię dokonaną przez organ, nie pozostawiając obywatela bez ochrony.
Teoria F. Teznera przyczyniła się niezwykle do rozwoju uznania administracyjnego w dzisiejszym rozumieniu, a co za tym idzie, do budowania współczesnych nam standardów demokratycznego państwa prawa.